# The Downtown Club
Le Downtown Club est un gratte-ciel de 158 mètres construit à New York en 1930.